# Grand Prix de la Ville de Valladolid 2011
La 2e édition du Grand Prix de la Ville de Valladolid (Gran Premio Ciudad de Valladolid en espagnol) a eu lieu le 5 juin 2011. C'est la sixième épreuve de la Coupe du monde de cyclisme sur route féminine 2011. Elle est remportée par la Néerlandaise Marianne Vos.

## Présentation

### Parcours
Le parcours est constitué d'une partie en ligne suivie de plusieurs tours d'un circuit urbain dans la ville. Ce circuit comporte une côte.

### Équipes
| Équipes féminines professionnelles (17)- AA Drink-leontien.nl - Alriksson - Go:Green - Bizkaia-Durango - Debabarrena-Gipuzkoa - Diadora-Pasta Zara - Garmin-Cervélo - Gauss - Hitec Products-UCK - HTC-Highroad Women - Lointek - Lotto Honda - Mcipollini-Giordana - Nederland Bloeit - SC Michela Fanini Rox - Top Girls-Fassa Bortolo - Topsport Vlaanderen 2012-Ridley - Vienne Futuroscope Équipes nationales (6)- Allemagne - Australie - Espagne - France - Pays-Bas - Portugal |
| |

## Récit de la course
La première échappée est l'œuvre d'Alna Burato. Elle sort au kilomètre vingt-et-un et est reprise au kilomètre quarante-trois. Le peloton reste globalement groupé jusqu'à l'arrivée sur le circuit urbain. Ina-Yoko Teutenberg attaque et est rejointe par deux autres coureuses. Elles sont rapidement reprises. La côte sur le parcours réduit la taille du peloton. Au pied de la dernière ascension, à dix kilomètres de l'arrivée, Annemiek van Vleuten perd le contrôle de son vélo et emmène à terre plusieurs coureuses. Un groupe de favorites se détache dans l'ascension. Elizabeth Armitstead attaque. Elle est rejointe par Judith Arndt, mais le groupe se reforme. Au sprint en faux-plat montant, Marianne Vos s'impose facilement devant Rossella Callovi et Emma Johansson. Marianne Vos prend la tête de la Coupe du monde.

## Classements

### Classement final
| \| Classement général \| Classement général \| Classement général \| Classement général \| Classement général \| \| Coureuse \| Coureuse \| Pays \| Équipe \| Temps \| \| ------------------ \| ------------------ \| ------------------ \| ------------------------------- \| ------------------ \| \| 1re \| Marianne Vos \| Pays-Bas \| Nederland Bloeit \| 3 h 16 min 17 s \| \| 2e \| Rossella Callovi \| Italie \| MCipollini-Giordana \| + 0 s \| \| 3e \| Emma Johansson \| Suède \| Hitec Products-UCK \| + 0 s \| \| 4e \| Judith Arndt \| Allemagne \| HTC-Highroad Women \| + 0 s \| \| 5e \| Noemi Cantele \| Italie \| Garmin-Cervélo \| + 0 s \| \| 6e \| Lizzie Armitstead \| Royaume-Uni \| Garmin-Cervélo \| + 0 s \| \| 7e \| Elena Berlato \| Italie \| Top Girls-Fassa Bortolo \| + 7 s \| \| 8e \| Maaike Polspoel \| Belgique \| Topsport Vlaanderen 2012-Ridley \| + 7 s \| \| 9e \| Linda Villumsen \| Nouvelle-Zélande \| AA Drink-Leontien.nl \| + 16 s \| \| 10e \| Charlotte Becker \| Allemagne \| HTC-Highroad Women \| + 25 s \| |                   |                  |                                 |                 |
| |                   |                  |                                 |                 |
| Source : Cycling Quotient |                   |                  |                                 |                 |
| Classement général |                   |                  |                                 |                 |
| Coureuse | Coureuse          | Pays             | Équipe                          | Temps           |
| 1re | Marianne Vos      | Pays-Bas         | Nederland Bloeit                | 3 h 16 min 17 s |
| 2e | Rossella Callovi  | Italie           | MCipollini-Giordana             | + 0 s           |
| 3e | Emma Johansson    | Suède            | Hitec Products-UCK              | + 0 s           |
| 4e | Judith Arndt      | Allemagne        | HTC-Highroad Women              | + 0 s           |
| 5e | Noemi Cantele     | Italie           | Garmin-Cervélo                  | + 0 s           |
| 6e | Lizzie Armitstead | Royaume-Uni      | Garmin-Cervélo                  | + 0 s           |
| 7e | Elena Berlato     | Italie           | Top Girls-Fassa Bortolo         | + 7 s           |
| 8e | Maaike Polspoel   | Belgique         | Topsport Vlaanderen 2012-Ridley | + 7 s           |
| 9e | Linda Villumsen   | Nouvelle-Zélande | AA Drink-Leontien.nl            | + 16 s          |
| 10e | Charlotte Becker  | Allemagne        | HTC-Highroad Women              | + 25 s          |

### Points attribués
| Position           | 1er | 2e | 3e | 4e | 5e | 6e | 7e | 8e | 9e | 10e | 11e | 12e | 13e | 14e | 15e |
| Classement général | 100 | 70 | 40 | 30 | 25 | 20 | 15 | 10 | 9  | 8   | 7   | 6   | 5   | 4   | 3   |

## Liste des participantes
| Légende | Légende                                                                            | Légende | Légende                                                    |
| ------- | ---------------------------------------------------------------------------------- | ------- | ---------------------------------------------------------- |
| Num     | Dossard de départ porté par le coureur sur ce Grand Prix de la Ville de Valladolid | Pos     | Position à l'arrivée de la course                          |
|         | Indique un maillot de champion national ou mondial, suivi de sa spécialité         | NP      | Indique un coureur qui n'a pas pris le départ de la course |
| AB      | Indique un coureur qui n'a pas terminé la course                                   | HD      | Indique un coureur qui a terminé la course hors des délais |

| Nederland Bloeit NLB | Nederland Bloeit NLB         | Nederland Bloeit NLB |
| -------------------- | ---------------------------- | -------------------- |
| Num                  | Coureuse                     | Pos                  |
| 1                    | Marianne Vos (NED)           | 1re                  |
| 2                    | Annemiek van Vleuten (NED)   | 13e                  |
| 3                    | Noortje Tabak (NED)          | 35e                  |
| 4                    | Loes Gunnewijk (NED) (route) | 46e                  |
| 5                    | Patricia Schwager (SUI)      | 63e                  |
| 6                    | Sarah Düster (GER)           | HD                   |

| Lotto Honda LHT | Lotto Honda LHT                     | Lotto Honda LHT |
| --------------- | ----------------------------------- | --------------- |
| Num             | Coureuse                            | Pos             |
| 21              | Ashleigh Moolman (RSA)              | 27e             |
| 22              | Ludivine Henrion (BEL)              | 33e             |
| 23              | Laure Werner (BEL)                  | HD              |
| 24              | Rochelle Gilmore (AUS)              | 57e             |
| 25              | Vicki Whitelaw (AUS)                | HD              |
| 26              | Marissa van der Merwe (RSA) (route) | HD              |

| Hitec Products-UCK HPU | Hitec Products-UCK HPU       | Hitec Products-UCK HPU |
| ---------------------- | ---------------------------- | ---------------------- |
| Num                    | Coureuse                     | Pos                    |
| 31                     | Emma Johansson (SWE) (route) | 3e                     |
| 32                     | Sara Mustonen (SWE)          | 41e                    |
| 33                     | Emilie Moberg (NOR)          | HD                     |
| 34                     | Cecilie Johansen (NOR)       | HD                     |
| 35                     | Lisa Brennauer (GER)         | HD                     |
| 36                     | Marie Voreland (NOR)         | AB                     |

| Topsport Vlaanderen 2012-Ridley VLL | Topsport Vlaanderen 2012-Ridley VLL | Topsport Vlaanderen 2012-Ridley VLL |
| ----------------------------------- | ----------------------------------- | ----------------------------------- |
| Num                                 | Coureuse                            | Pos                                 |
| 41                                  | Maaike Polspoel (BEL)               | 8e                                  |
| 42                                  | Grace Verbeke (BEL)                 | 14e                                 |
| 43                                  | Kaat Hannes (BEL)                   | 31e                                 |
| 44                                  | Lieselot Decroix (BEL)              | 51e                                 |
| 45                                  | Annelies Van Doorslaer (BEL)        | 67e                                 |
| 46                                  | Ine Beyen (BEL)                     | HD                                  |

| France FRA | France FRA              | France FRA |
| ---------- | ----------------------- | ---------- |
| Num        | Coureuse                | Pos        |
| 51         | Alna Burato             | HD         |
| 52         | Élodie Hegoburu         | 36e        |
| 53         | Magdalena de Saint-Jean | 49e        |
| 54         | Mélodie Lesueur (route) | 56e        |
| 55         | Amélie Rivat            | HD         |
| 56         | Alexia Muffat           | AB         |

| Gauss GAU | Gauss GAU                      | Gauss GAU |
| --------- | ------------------------------ | --------- |
| Num       | Coureuse                       | Pos       |
| 61        | Christel Ferrier-Bruneau (FRA) | 17e       |
| 62        | Elena Kuchinskaya (RUS)        | 24e       |
| 63        | Valentina Scandolara (ITA)     | HD        |
| 64        | Luisa Tamanini (ITA)           | HD        |
| 65        | Aurore Verhoeven (FRA)         | AB        |
| 66        | Julia Martisova (RUS)          | AB        |

| Diadora-Pasta Zara DPZ | Diadora-Pasta Zara DPZ  | Diadora-Pasta Zara DPZ |
| ---------------------- | ----------------------- | ---------------------- |
| Num                    | Coureuse                | Pos                    |
| 71                     | Olga Zabelinskaïa (RUS) | 40e                    |
| 72                     | Oxana Kozonchuk (RUS)   | 61e                    |
| 73                     | Claudia Häusler (GER)   | AB                     |
| 74                     | Eleonora Patuzzo (ITA)  | AB                     |
| 75                     | Jessica Uebelhart (SUI) | AB                     |
| 76                     | Alona Andruk (UKR)      | AB                     |

| Top Girls-Fassa Bortolo TOG | Top Girls-Fassa Bortolo TOG | Top Girls-Fassa Bortolo TOG |
| --------------------------- | --------------------------- | --------------------------- |
| Num                         | Coureuse                    | Pos                         |
| 81                          | Elena Berlato (ITA)         | 7e                          |
| 82                          | Elisa Longo Borghini (ITA)  | 22e                         |
| 83                          | Valentina Carretta (ITA)    | 59e                         |
| 84                          | Jennifer Fiori (ITA)        | 60e                         |
| 85                          | Simona Frapporti (ITA)      | HD                          |
| 86                          | Silvia Valsecchi (ITA)      | HD                          |

| Vienne Futuroscope FUT | Vienne Futuroscope FUT | Vienne Futuroscope FUT |
| ---------------------- | ---------------------- | ---------------------- |
| Num                    | Coureuse               | Pos                    |
| 91                     | Julie Beveridge (CAN)  | 21e                    |
| 92                     | Karol-Ann Canuel (CAN) | 42e                    |
| 93                     | Gabriela Slámová (CZE) | HD                     |
| 94                     | Marion Rousse (FRA)    | AB                     |

| Lointek LTK | Lointek LTK             | Lointek LTK |
| ----------- | ----------------------- | ----------- |
| Num         | Coureuse                | Pos         |
| 101         | Eneritz Iturriaga (ESP) | 32e         |
| 102         | Belén López (ESP)       | HD          |
| 103         | Lucía González (ESP)    | HD          |
| 104         | Mireia Epelde (ESP)     | HD          |
| 105         | Leticia Gil (ESP)       | HD          |
| 106         | Ana Usabiaga (ESP)      | AB          |

| Bizkaia-Durango BPD | Bizkaia-Durango BPD           | Bizkaia-Durango BPD |
| ------------------- | ----------------------------- | ------------------- |
| Num                 | Coureuse                      | Pos                 |
| 111                 | Polona Batagelj (SLO) (route) | 16e                 |
| 112                 | Rocío Loureda (ESP)           | HD                  |
| 113                 | Ana Garcia (ESP)              | 47e                 |
| 114                 | Anna Sanchis (ESP)            | 48e                 |
| 115                 | Cristina Alcalde (ESP)        | 68e                 |
| 116                 | Leticia Galán (ESP)           | AB                  |

| Debabarrena-Gipuzkoa DEB | Debabarrena-Gipuzkoa DEB      | Debabarrena-Gipuzkoa DEB |
| ------------------------ | ----------------------------- | ------------------------ |
| Num                      | Coureuse                      | Pos                      |
| 121                      | Ludivine Loze (FRA)           | HD                       |
| 122                      | Dorleta Eskamendi Gil (ESP)   | HD                       |
| 123                      | Leire Olaberría (ESP) (route) | HD                       |
| 124                      | Debora Galves Lopez (ESP)     | HD                       |
| 125                      | Inmaculada Rafael (ESP)       | AB                       |
| 126                      | Irene San Sebastián (ESP)     | AB                       |

| Portugal POR | Portugal POR       | Portugal POR |
| ------------ | ------------------ | ------------ |
| Num          | Coureuse           | Pos          |
| 131          | Celina Carpinteiro | HD           |
| 132          | Isabel Caetano     | HD           |
| 133          | Irina Coelho       | AB           |
| 134          | Ana Rita Vigário   | AB           |
| 135          | Angela Fernandes   | AB           |

| SC Michela Fanini Rox MIC | SC Michela Fanini Rox MIC         | SC Michela Fanini Rox MIC |
| ------------------------- | --------------------------------- | ------------------------- |
| Num                       | Coureuse                          | Pos                       |
| 141                       | Nina Ovcharenko (UKR) (route)     | 26e                       |
| 142                       | Małgorzata Jasińska (POL) (route) | 28e                       |
| 143                       | Oksana Kashchyna (UKR)            | 45e                       |
| 144                       | Karin Aune (SWE)                  | 52e                       |
| 145                       | Martina Růžičková (CZE)           | 66e                       |
| 146                       | Michal Ella (ISR)                 | AB                        |

| Alriksson-Go:Green AGG | Alriksson-Go:Green AGG   | Alriksson-Go:Green AGG |
| ---------------------- | ------------------------ | ---------------------- |
| Num                    | Coureuse                 | Pos                    |
| 151                    | Madelene Olsson (SWE)    | 53e                    |
| 152                    | Jennie Stenerhag (SWE)   | HD                     |
| 153                    | Malin Rydlund (SWE)      | HD                     |
| 154                    | Monica Holler (SWE)      | AB                     |
| 155                    | Isabelle Söderberg (SWE) | AB                     |
| 156                    | Jessica Kihlbom (SWE)    | AB                     |

| Espagne ESP | Espagne ESP          | Espagne ESP |
| ----------- | -------------------- | ----------- |
| Num         | Coureuse             | Pos         |
| 161         | Anna Ramírez Bauxell | HD          |
| 162         | Sara Ortiz           | HD          |
| 163         | Carolina Moreno      | AB          |
| 164         | Tania Martinez       | AB          |
| 165         | Maria del Mar Bonnin | AB          |
| 166         | Joana Eslava         | AB          |

| Pays-Bas NED | Pays-Bas NED  | Pays-Bas NED |
| ------------ | ------------- | ------------ |
| Num          | Coureuse      | Pos          |
| 171          | Martine Bras  | 15e          |
| 172          | Amy Pieters   | 25e          |
| 173          | Andrea Bosman | 34e          |
| 174          | Petra Dijkman | 58e          |
| 175          | Regina Bruins | 65e          |
| 176          | Winanda Spoor | HD           |

| Australie AUS | Australie AUS  | Australie AUS |
| ------------- | -------------- | ------------- |
| Num           | Coureuse       | Pos           |
| 181           | Lauren Kitchen | 39e           |
| 182           | Belinda Goss   | HD            |
| 183           | Amanda Spratt  | HD            |
| 184           | Shara Gillow   | 29e           |

| Allemagne GER | Allemagne GER            | Allemagne GER |
| ------------- | ------------------------ | ------------- |
| Num           | Coureuse                 | Pos           |
| 191           | Stephanie Pohl           | 43e           |
| 192           | Elke Gebhardt            | HD            |
| 193           | Sarah Lena Hofmann       | HD            |
| 194           | Anna-Bianca Schnitzmeier | 12e           |
| 195           | Romy Kasper              | AB            |
| 196           | Madeleine Sandig         | AB            |

| AA Drink-Leontien.nl LNL | AA Drink-Leontien.nl LNL  | AA Drink-Leontien.nl LNL |
| ------------------------ | ------------------------- | ------------------------ |
| Num                      | Coureuse                  | Pos                      |
| 201                      | Linda Villumsen (NZL)     | 9e                       |
| 202                      | Chantal Blaak (NED)       | 11e                      |
| 203                      | Trixi Worrack (GER)       | 18e                      |
| 204                      | Irene van den Broek (NED) | 19e                      |
| 205                      | Kirsten Wild (NED)        | 30e                      |
| 206                      | Lucinda Brand (NED)       | 50e                      |

| HTC-Highroad Women TCW | HTC-Highroad Women TCW         | HTC-Highroad Women TCW |
| ---------------------- | ------------------------------ | ---------------------- |
| Num                    | Coureuse                       | Pos                    |
| 211                    | Judith Arndt (GER)             | 4e                     |
| 212                    | Charlotte Becker (GER) (route) | 10e                    |
| 213                    | Ellen van Dijk (NED)           | 54e                    |
| 214                    | Katie Colclough (GBR)          | 64e                    |
| 215                    | Ina-Yoko Teutenberg (GER)      | 55e                    |
| 216                    | Emilia Fahlin (SWE)            | HD                     |

| Garmin-Cervélo CWT | Garmin-Cervélo CWT          | Garmin-Cervélo CWT |
| ------------------ | --------------------------- | ------------------ |
| Num                | Coureuse                    | Pos                |
| 221                | Lizzie Armitstead (GBR)     | 6e                 |
| 222                | Noemi Cantele (ITA)         | 5e                 |
| 223                | Lucy Martin (GBR)           | 62e                |
| 224                | Alexis Rhodes (AUS) (route) | 23e                |
| 225                | Iris Slappendel (NED)       | 38e                |
| 226                | Trine Schmidt (DEN)         | HD                 |

| MCipollini-Giordana MCG | MCipollini-Giordana MCG | MCipollini-Giordana MCG |
| ----------------------- | ----------------------- | ----------------------- |
| Num                     | Coureuse                | Pos                     |
| 231                     | Rossella Callovi (ITA)  | 2e                      |
| 232                     | Fabiana Luperini (ITA)  | 20e                     |
| 233                     | Jennifer Hohl (SUI)     | 37e                     |
| 234                     | Nicole Cooke (GBR)      | 44e                     |
| 235                     | Marta Tagliaferro (ITA) | AB                      |
| 236                     | Samantha Galassi (ITA)  | AB                      |

| Nederland Bloeit NLB | Nederland Bloeit NLB         | Nederland Bloeit NLB |
| -------------------- | ---------------------------- | -------------------- |
| Num                  | Coureuse                     | Pos                  |
| 1                    | Marianne Vos (NED)           | 1re                  |
| 2                    | Annemiek van Vleuten (NED)   | 13e                  |
| 3                    | Noortje Tabak (NED)          | 35e                  |
| 4                    | Loes Gunnewijk (NED) (route) | 46e                  |
| 5                    | Patricia Schwager (SUI)      | 63e                  |
| 6                    | Sarah Düster (GER)           | HD                   |

| Lotto Honda LHT | Lotto Honda LHT                     | Lotto Honda LHT |
| --------------- | ----------------------------------- | --------------- |
| Num             | Coureuse                            | Pos             |
| 21              | Ashleigh Moolman (RSA)              | 27e             |
| 22              | Ludivine Henrion (BEL)              | 33e             |
| 23              | Laure Werner (BEL)                  | HD              |
| 24              | Rochelle Gilmore (AUS)              | 57e             |
| 25              | Vicki Whitelaw (AUS)                | HD              |
| 26              | Marissa van der Merwe (RSA) (route) | HD              |

| Hitec Products-UCK HPU | Hitec Products-UCK HPU       | Hitec Products-UCK HPU |
| ---------------------- | ---------------------------- | ---------------------- |
| Num                    | Coureuse                     | Pos                    |
| 31                     | Emma Johansson (SWE) (route) | 3e                     |
| 32                     | Sara Mustonen (SWE)          | 41e                    |
| 33                     | Emilie Moberg (NOR)          | HD                     |
| 34                     | Cecilie Johansen (NOR)       | HD                     |
| 35                     | Lisa Brennauer (GER)         | HD                     |
| 36                     | Marie Voreland (NOR)         | AB                     |

| Topsport Vlaanderen 2012-Ridley VLL | Topsport Vlaanderen 2012-Ridley VLL | Topsport Vlaanderen 2012-Ridley VLL |
| ----------------------------------- | ----------------------------------- | ----------------------------------- |
| Num                                 | Coureuse                            | Pos                                 |
| 41                                  | Maaike Polspoel (BEL)               | 8e                                  |
| 42                                  | Grace Verbeke (BEL)                 | 14e                                 |
| 43                                  | Kaat Hannes (BEL)                   | 31e                                 |
| 44                                  | Lieselot Decroix (BEL)              | 51e                                 |
| 45                                  | Annelies Van Doorslaer (BEL)        | 67e                                 |
| 46                                  | Ine Beyen (BEL)                     | HD                                  |

| France FRA | France FRA              | France FRA |
| ---------- | ----------------------- | ---------- |
| Num        | Coureuse                | Pos        |
| 51         | Alna Burato             | HD         |
| 52         | Élodie Hegoburu         | 36e        |
| 53         | Magdalena de Saint-Jean | 49e        |
| 54         | Mélodie Lesueur (route) | 56e        |
| 55         | Amélie Rivat            | HD         |
| 56         | Alexia Muffat           | AB         |

| Gauss GAU | Gauss GAU                      | Gauss GAU |
| --------- | ------------------------------ | --------- |
| Num       | Coureuse                       | Pos       |
| 61        | Christel Ferrier-Bruneau (FRA) | 17e       |
| 62        | Elena Kuchinskaya (RUS)        | 24e       |
| 63        | Valentina Scandolara (ITA)     | HD        |
| 64        | Luisa Tamanini (ITA)           | HD        |
| 65        | Aurore Verhoeven (FRA)         | AB        |
| 66        | Julia Martisova (RUS)          | AB        |

| Diadora-Pasta Zara DPZ | Diadora-Pasta Zara DPZ  | Diadora-Pasta Zara DPZ |
| ---------------------- | ----------------------- | ---------------------- |
| Num                    | Coureuse                | Pos                    |
| 71                     | Olga Zabelinskaïa (RUS) | 40e                    |
| 72                     | Oxana Kozonchuk (RUS)   | 61e                    |
| 73                     | Claudia Häusler (GER)   | AB                     |
| 74                     | Eleonora Patuzzo (ITA)  | AB                     |
| 75                     | Jessica Uebelhart (SUI) | AB                     |
| 76                     | Alona Andruk (UKR)      | AB                     |

| Top Girls-Fassa Bortolo TOG | Top Girls-Fassa Bortolo TOG | Top Girls-Fassa Bortolo TOG |
| --------------------------- | --------------------------- | --------------------------- |
| Num                         | Coureuse                    | Pos                         |
| 81                          | Elena Berlato (ITA)         | 7e                          |
| 82                          | Elisa Longo Borghini (ITA)  | 22e                         |
| 83                          | Valentina Carretta (ITA)    | 59e                         |
| 84                          | Jennifer Fiori (ITA)        | 60e                         |
| 85                          | Simona Frapporti (ITA)      | HD                          |
| 86                          | Silvia Valsecchi (ITA)      | HD                          |

| Vienne Futuroscope FUT | Vienne Futuroscope FUT | Vienne Futuroscope FUT |
| ---------------------- | ---------------------- | ---------------------- |
| Num                    | Coureuse               | Pos                    |
| 91                     | Julie Beveridge (CAN)  | 21e                    |
| 92                     | Karol-Ann Canuel (CAN) | 42e                    |
| 93                     | Gabriela Slámová (CZE) | HD                     |
| 94                     | Marion Rousse (FRA)    | AB                     |

| Lointek LTK | Lointek LTK             | Lointek LTK |
| ----------- | ----------------------- | ----------- |
| Num         | Coureuse                | Pos         |
| 101         | Eneritz Iturriaga (ESP) | 32e         |
| 102         | Belén López (ESP)       | HD          |
| 103         | Lucía González (ESP)    | HD          |
| 104         | Mireia Epelde (ESP)     | HD          |
| 105         | Leticia Gil (ESP)       | HD          |
| 106         | Ana Usabiaga (ESP)      | AB          |

| Bizkaia-Durango BPD | Bizkaia-Durango BPD           | Bizkaia-Durango BPD |
| ------------------- | ----------------------------- | ------------------- |
| Num                 | Coureuse                      | Pos                 |
| 111                 | Polona Batagelj (SLO) (route) | 16e                 |
| 112                 | Rocío Loureda (ESP)           | HD                  |
| 113                 | Ana Garcia (ESP)              | 47e                 |
| 114                 | Anna Sanchis (ESP)            | 48e                 |
| 115                 | Cristina Alcalde (ESP)        | 68e                 |
| 116                 | Leticia Galán (ESP)           | AB                  |

| Debabarrena-Gipuzkoa DEB | Debabarrena-Gipuzkoa DEB      | Debabarrena-Gipuzkoa DEB |
| ------------------------ | ----------------------------- | ------------------------ |
| Num                      | Coureuse                      | Pos                      |
| 121                      | Ludivine Loze (FRA)           | HD                       |
| 122                      | Dorleta Eskamendi Gil (ESP)   | HD                       |
| 123                      | Leire Olaberría (ESP) (route) | HD                       |
| 124                      | Debora Galves Lopez (ESP)     | HD                       |
| 125                      | Inmaculada Rafael (ESP)       | AB                       |
| 126                      | Irene San Sebastián (ESP)     | AB                       |

| Portugal POR | Portugal POR       | Portugal POR |
| ------------ | ------------------ | ------------ |
| Num          | Coureuse           | Pos          |
| 131          | Celina Carpinteiro | HD           |
| 132          | Isabel Caetano     | HD           |
| 133          | Irina Coelho       | AB           |
| 134          | Ana Rita Vigário   | AB           |
| 135          | Angela Fernandes   | AB           |

| SC Michela Fanini Rox MIC | SC Michela Fanini Rox MIC         | SC Michela Fanini Rox MIC |
| ------------------------- | --------------------------------- | ------------------------- |
| Num                       | Coureuse                          | Pos                       |
| 141                       | Nina Ovcharenko (UKR) (route)     | 26e                       |
| 142                       | Małgorzata Jasińska (POL) (route) | 28e                       |
| 143                       | Oksana Kashchyna (UKR)            | 45e                       |
| 144                       | Karin Aune (SWE)                  | 52e                       |
| 145                       | Martina Růžičková (CZE)           | 66e                       |
| 146                       | Michal Ella (ISR)                 | AB                        |

| Alriksson-Go:Green AGG | Alriksson-Go:Green AGG   | Alriksson-Go:Green AGG |
| ---------------------- | ------------------------ | ---------------------- |
| Num                    | Coureuse                 | Pos                    |
| 151                    | Madelene Olsson (SWE)    | 53e                    |
| 152                    | Jennie Stenerhag (SWE)   | HD                     |
| 153                    | Malin Rydlund (SWE)      | HD                     |
| 154                    | Monica Holler (SWE)      | AB                     |
| 155                    | Isabelle Söderberg (SWE) | AB                     |
| 156                    | Jessica Kihlbom (SWE)    | AB                     |

| Espagne ESP | Espagne ESP          | Espagne ESP |
| ----------- | -------------------- | ----------- |
| Num         | Coureuse             | Pos         |
| 161         | Anna Ramírez Bauxell | HD          |
| 162         | Sara Ortiz           | HD          |
| 163         | Carolina Moreno      | AB          |
| 164         | Tania Martinez       | AB          |
| 165         | Maria del Mar Bonnin | AB          |
| 166         | Joana Eslava         | AB          |

| Pays-Bas NED | Pays-Bas NED  | Pays-Bas NED |
| ------------ | ------------- | ------------ |
| Num          | Coureuse      | Pos          |
| 171          | Martine Bras  | 15e          |
| 172          | Amy Pieters   | 25e          |
| 173          | Andrea Bosman | 34e          |
| 174          | Petra Dijkman | 58e          |
| 175          | Regina Bruins | 65e          |
| 176          | Winanda Spoor | HD           |

| Australie AUS | Australie AUS  | Australie AUS |
| ------------- | -------------- | ------------- |
| Num           | Coureuse       | Pos           |
| 181           | Lauren Kitchen | 39e           |
| 182           | Belinda Goss   | HD            |
| 183           | Amanda Spratt  | HD            |
| 184           | Shara Gillow   | 29e           |

| Allemagne GER | Allemagne GER            | Allemagne GER |
| ------------- | ------------------------ | ------------- |
| Num           | Coureuse                 | Pos           |
| 191           | Stephanie Pohl           | 43e           |
| 192           | Elke Gebhardt            | HD            |
| 193           | Sarah Lena Hofmann       | HD            |
| 194           | Anna-Bianca Schnitzmeier | 12e           |
| 195           | Romy Kasper              | AB            |
| 196           | Madeleine Sandig         | AB            |

| AA Drink-Leontien.nl LNL | AA Drink-Leontien.nl LNL  | AA Drink-Leontien.nl LNL |
| ------------------------ | ------------------------- | ------------------------ |
| Num                      | Coureuse                  | Pos                      |
| 201                      | Linda Villumsen (NZL)     | 9e                       |
| 202                      | Chantal Blaak (NED)       | 11e                      |
| 203                      | Trixi Worrack (GER)       | 18e                      |
| 204                      | Irene van den Broek (NED) | 19e                      |
| 205                      | Kirsten Wild (NED)        | 30e                      |
| 206                      | Lucinda Brand (NED)       | 50e                      |

| HTC-Highroad Women TCW | HTC-Highroad Women TCW         | HTC-Highroad Women TCW |
| ---------------------- | ------------------------------ | ---------------------- |
| Num                    | Coureuse                       | Pos                    |
| 211                    | Judith Arndt (GER)             | 4e                     |
| 212                    | Charlotte Becker (GER) (route) | 10e                    |
| 213                    | Ellen van Dijk (NED)           | 54e                    |
| 214                    | Katie Colclough (GBR)          | 64e                    |
| 215                    | Ina-Yoko Teutenberg (GER)      | 55e                    |
| 216                    | Emilia Fahlin (SWE)            | HD                     |

| Garmin-Cervélo CWT | Garmin-Cervélo CWT          | Garmin-Cervélo CWT |
| ------------------ | --------------------------- | ------------------ |
| Num                | Coureuse                    | Pos                |
| 221                | Lizzie Armitstead (GBR)     | 6e                 |
| 222                | Noemi Cantele (ITA)         | 5e                 |
| 223                | Lucy Martin (GBR)           | 62e                |
| 224                | Alexis Rhodes (AUS) (route) | 23e                |
| 225                | Iris Slappendel (NED)       | 38e                |
| 226                | Trine Schmidt (DEN)         | HD                 |

| MCipollini-Giordana MCG | MCipollini-Giordana MCG | MCipollini-Giordana MCG |
| ----------------------- | ----------------------- | ----------------------- |
| Num                     | Coureuse                | Pos                     |
| 231                     | Rossella Callovi (ITA)  | 2e                      |
| 232                     | Fabiana Luperini (ITA)  | 20e                     |
| 233                     | Jennifer Hohl (SUI)     | 37e                     |
| 234                     | Nicole Cooke (GBR)      | 44e                     |
| 235                     | Marta Tagliaferro (ITA) | AB                      |
| 236                     | Samantha Galassi (ITA)  | AB                      |

Les dossards sont mal connus.